# Larisa Bogoraz
Larisa Iosifovna Bogoraz (en ruso: Лари́са Ио́сифовна Богора́з(-Брухман)), nombre completo: Larisa Iosifovna Bogoraz-Brukhman, Bogoraz era el apellido de su padre, Brukhman el de su madre (Járkov, 8 de agosto de 1929–Moscú, 6 de abril de 2004) fue una disidente de la Unión Soviética.

## Trayectoria
Nació en Járkov en la entonces capital de la República Socialista Soviética de Ucrania, en el seno de una familia de burócratas del Partido Comunista, su padre había sido enviado a un gulag en la época estalinista. En su juventud, militó en las Juventudes Comunistas. Se graduó como lingüista en la Universidad de Járkov y en 1950, se casó con su primer marido, el escritor Yuli Daniel. Juntos se trasladaron a Moscú.
Su matrimonio con Daniel la llevaría a involucrarse en el activismo. En 1965, Daniel y un amigo suyo, Andrei Sinyavsky, fueron detenidos por una serie de escritos que habían publicado en el extranjero con seudónimos (ver Proceso de Siniavski–Daniel). El juicio de los dos hombres fue el comienzo de la represión de la disidencia bajo el mandato del Secretario General Leonid Brézhnev. Ambos fueron enviados a campos de trabajos forzados. Tras su detención, Bogoraz escribió a Brezhnev en señal de protesta, a pesar de saber que tal acto podría llevarla a la cárcel. Bogoraz se movilizó contra la persecución de disidentes como su marido Yuli Daniel, Andrei Sajárov y Alexandr Solzhenitsin. Se dio a conocer cuando, el 25 de agosto de 1968, organizó a siete personas para protestar en la Plaza Roja contra la invasión de Checolslovaquia por parte de la Unión Soviética en la manifestación de la Plaza Roja de 1968, junto con  Pavel Litvinov, Natalya Gorbanevskaya, Vadim Delaunay y otros. Como todos los participantes, Bogoraz fue detenida, juzgada y condenada a cuatro años de "exilio interior" en la región siberiana de Irkutsk, que pasó trabajando en varias fábricas.
Daniel fue liberado en 1970, mientras Bogoraz seguía en Siberia. Su matrimonio no sobrevivió mucho tiempo y pronto se divorciaron. Sin embargo, poco después de su liberación, Bogoraz reanudó su resistencia al régimen soviético. Firmó muchos llamamientos públicos a las autoridades. Fue coautora de un libro clandestino, Memoria, que detallaba el terror de Stalin y que posteriormente se publicó en el extranjero. También colaboró en la publicación clandestina A Chronicle of Current Events. En 1975, escribió una carta a Yuri Andropov, entonces jefe del KGB, en la que le pedía que abriera los archivos de la organización.
Bogoraz se casó posteriormente con Anatoly Marchenko, otro destacado disidente, autor de unas memorias testimoniales sobre la disidencia en los años setenta y ochenta. Juntos escribieron varios llamamientos. Marchenko fue detenido en 1980 y Bogoraz lanzó una campaña para que se liberara a todos los presos políticos. La campaña tuvo éxito, ya que al año siguiente, el Secretario General Mijail Gorbachov comenzó a liberarlos. Esto llegó demasiado tarde para Marchenko, que murió como resultado de una huelga de hambre poco antes de la liberación inicial después de haber estado seis años en un campo de reeducación por el trabajo.. 
En 1987, intentó iniciar una campaña de amnistía para los presos políticos. En 1989, Bogoraz se unió al recién refundado Grupo Helsinki de Moscú, del que llegó a ser presidenta. Actuó como puente entre la vieja guardia de disidentes y la nueva generación que surgía como consecuencia de la disolución de la Unión Soviética. Tras la desaparición de la Unión Soviética, continuó con su activismo, visitando presos y celebrando seminarios sobre la defensa de los derechos humanos. También se convirtió en presidenta del Seminario de Derechos Humanos, una organización no gubernamental conjunta ruso-estadounidense. Dimitió de esta última en 1996, pero siguió ejerciendo su influencia en los círculos de derechos humanos hasta su muerte. Poco antes de su muerte, publicó una carta abierta en la que condenaba tanto el bombardeo de la OTAN sobre Yugoslavia, en 1999 como la guerra de Irak en 2003. Murió en Moscú el 6 de abril de 2004, a los 74 años, tras una serie de infartos.

## Reconocimientos
Bogoraz se menciona en la canción Ilyich (en ruso) de Yuliy Kim, disponible en varios sitios. Esa canción trata sobre la reacción de Brezhnev en la manifestación y capta el espíritu de la época del estancamiento Brezhneviano, aunque en el momento de escribir la canción, el texto de la carta de Andropov al Comité Central no estaba disponible.